# Théorie de l'impulsion massive
 (juillet 2021).
La théorie de l'impulsion massive (en anglais, big push model) est une proposition économique selon laquelle un pays sous-développé doit investir de manière massive, soudaine et coordonnée dans des secteurs d'activité différents afin de stimuler la croissance et le développement.

## Concept
La théorie de l'impulsion massive fait partie des outils de l'économie du développement. Il tire son origine de multiples travaux réalisés au début du XXe siècle. Emergent alors des théories économiques appelées « théories de la modernisation », qui cherchent à expliquer comment les pays les plus pauvres peuvent rattraper leur retard de développement.
La théorie de l'impulsion massive Elle est formulée initialement par Allyn Young dans un papier de 1928 (Increasing Returns and Economic Progress). Elle est développée dans les années 1940 par Paul N. Rosenstein-Rodan. Ce dernier souligne l'importance de l'aide internationale au développement, et considère que l'investissement doit être massif dans un nombre de secteurs restreint afin de profiter des effets de réseau et des économies d'échelle.
Les secteurs à privilégier sont ceux de l'énergie, des transports, et des grandes industries (sidérurgique, mécanique). En améliorant les services à la population et en soutenant tout aussi bien l'offre que la demande, l'impulsion massive vise à stimuler une croissance équilibrée.
La théorie de l'impulsion massive s'oppose au saupoudrage. Cependant, pour être efficace, l'impulsion massive doit concerner un nombre important de secteurs liés entre eux. L'impulsion massive ne doit être qu'initiale, car elle ne saurait être une politique publique utilisée de manière fréquente, au risque de réduire son efficacité et d'obérer les capacités de dépenses courantes de la puissance publique.  
La théorie a fait l'objet d'études subséquentes et de débats entre économistes. 

## Critiques et débats

### Déterminisme et erreur de postulat
Une étude de Florence Galletti sur la politique d'aide au développement de l'Union européenne publiée en 2000 fait remarquer que la théorie se fonde sur une vision déterministe et linéaire de la croissance, selon laquelle chaque pays passerait par des étapes clairement identifiées avant d'aboutir à un niveau égal à celui des pays occidentaux développés. Or, il a existé, en Asie, en Amérique latine et en Afrique, des modèles de développement hétérogènes qui ne se prêtent pas nécessairement à une impulsion massive.

### Difficulté de mise en œuvre et de coordination
Myint, dans un papier de 1969, a souligné les difficultés de mise en œuvre et de coordination d'une telle politique publique. Les détracteurs de la théorie soutiennent qu'il est préférable d'investir stratégiquement de manière incrémentale. 

### Capacité d'absorption
Patrick Guillaumont fait remarquer que les pays en voie de développement ne disposent pas nécessairement des capacités d’absorption en capitaux pour bénéficier d'une impulsion massive. Beaucoup d’États africains auraient ainsi détérioré leur écosystème entrepreneurial en subventionnant à perte des entreprises mal gérées qui ont fini par être des entreprises zombies.